# Wakatsuki Reijirō
Il barone Wakatsuki Reijirō (若槻 礼次郎; Matsue, 21 marzo 1866 – Tokyo, 20 novembre 1949) è stato un politico giapponese, membro dell'aristocrazia col titolo di Barone, fu primo ministro dell'Impero Giapponese per due mandati negli anni venti e trenta, nel corso della sua carriera ricoprì anche la carica di ministro delle finanze (per due volte), ministro degli interni e ministro delle colonie.

## Biografia

### I primi anni
Wakatsuki nacque a Matsue, Provincia di Izumo, (attuale Prefettura di Shimane). Suo padre era un samurai che aveva prestato servizio nella locale Matsudaira daimyō ed aveva il cognome di Okamura. Wakatsuki venne adottato dopo il matrimonio nella famiglia della moglie che non aveva eredi maschi. Iscritto all'Università Imperiale di Tokyo nel 1892, qui studiò legge.

### La carriera politica
Dopo la laurea, Wakatsuki lavorò al Ministero delle finanze come direttore del bureau delle tasse e poi come vice ministro. Nel 1911 venne nominato membro della Camera dei Pari giapponese. Egli prestò poi servizio come Ministro delle Finanze durante il III governo Katsura e durante il II governo Ōkuma divenendo membro guida del Rikken Dōshikai, ed successore al Kenseikai, nel 1914.
Nel giugno del 1924, Wakatsuki venne nominato Ministro degli Interni nel gabinetto del primo ministro Katō Takaaki, e lavorò alacremente per una legge per il suffragio universale e la Legge per la preservazione della pace del 1925.

### Primo ministro
Il 30 gennaio 1926, alla morte improvvisa di Katō, Wakatsuki ottenne l'incarico di primo ministro del Giappone. Venne costretto a dimettersi il 20 aprile 1927 a seguito della Crisi finanziaria Shōwa.
Wakatsuki il 10 novembre 1928 venne insignito dell'Ordine dei Fiori di Paulonia. Dopo aver prestato servizio come capo delegato plenipotenziario alla Conferenza Navale di Londra, Wakatsuki fece pressione per una rapida e decisa ratificazione del trattato di disarmo, attirandosi le ire del gruppo militarista e degli ultra-nazionalisti.
Dopo che il primo ministro Hamaguchi venne costretto ad abbandonare il proprio incarico per una serie di ferite e tentativi di assassinio, Wakatsuki assunse la guida del Rikken Minseitō, successore del Kenseikai. Egli venne elevato al rango di barone (danshaku) nel sistema nobiliare kazoku nell'aprile 1931. Wakatsuki divenne nuovamente primo ministro dal 14 aprile al 13 dicembre 1931, periodo durante il quale egli non fu in grado di controllare l'esercito imperiale, né fu in grado di prevenire l'Incidente di Manciuria che attirò le ostilità della Cina nei confronti del Giappone.

### Gli ultimi anni
Dopo il suo ritiro dal ruolo di primo ministro, Wakatsuki divenne presidente del Rikken Minseitō nel luglio del 1934. Malgrado la crescita del militarismo nella società giapponese, egli continuò fermamente ad opporsi alla Seconda guerra cino-giapponese e si oppose all'entrata in guerra contro Stati Uniti e altre potenze occidentali. Persino dopo l'entrata in guerra del Giappone nella Seconda guerra mondiale, egli dichiarò pubblicamente di voler far terminare quanto prima la guerra. Nel maggio del 1945, dopo aver sentito del collasso del regime nazista in Germania, egli richiese urgentemente il ritiro del Giappone dal conflitto e chiese al primo ministro Kantarō Suzuki di aprire i negoziati con gli Stati Uniti il più presto possibile. Nell'agosto di quello stesso anno egli prese parte al tavolo di governo per l'accettazione incondizionata della Dichiarazione di Potsdam.
Dopo la resa del Giappone, Wakatsuki si pose al servizio del Supremo Comando delle Potenze Alleate nel giugno del 1946 e venne inserito nel Tribunale Militare Internazionale per l'Estremo Oriente. Wakatsuki morì per un'Angina pectoris nella sua residenza estiva di Itō il 20 novembre 1949. La sua tomba si trova nel Cimitero di Somei presso Tokyo.